# Kałuszyn
Kałuszyn – miasto w Polsce w województwie mazowieckim, w powiecie mińskim, siedziba gminy miejsko-wiejskiej Kałuszyn.
Leży w dawnej ziemi liwskiej historycznego Mazowsza. Kałuszyn uzyskał lokację miejską przed 1662 rokiem. Do 1954 siedziba wiejskiej gminy Chrościce. W latach 1975–1998 miasto administracyjnie należało do ówczesnego województwa siedleckiego.
Miasto jest siedzibą rzymskokatolickiej parafii pod wezwaniem Wniebowzięcia Najświętszej Maryi Panny.

## Położenie

Kałuszyn na tle gminy i powiatu

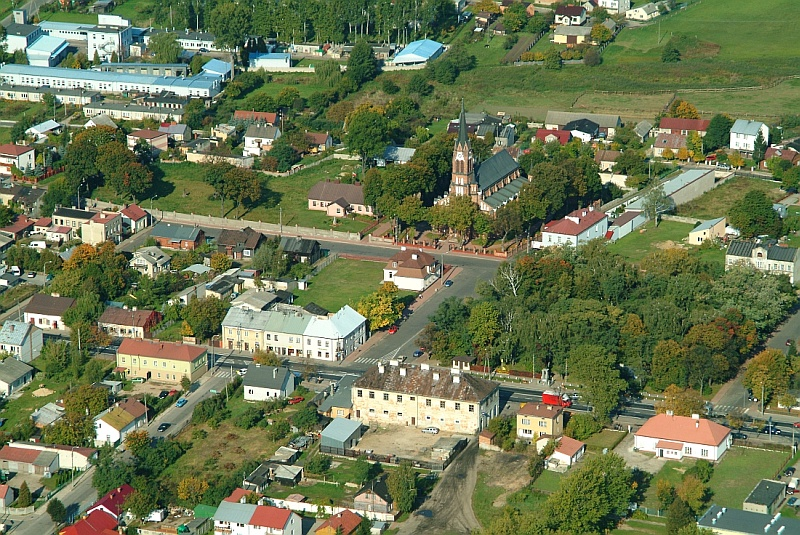
Widok centrum miasta z zabytkowym kościołem

Miasto położone jest na Wysoczyźnie Kałuszyńskiej, w odległości 35 km na zachód od Siedlec i 50 km od Warszawy. Przez Kałuszyn przebiega droga krajowa nr 92, natomiast od południa omija je autostrada A2.

## Historia

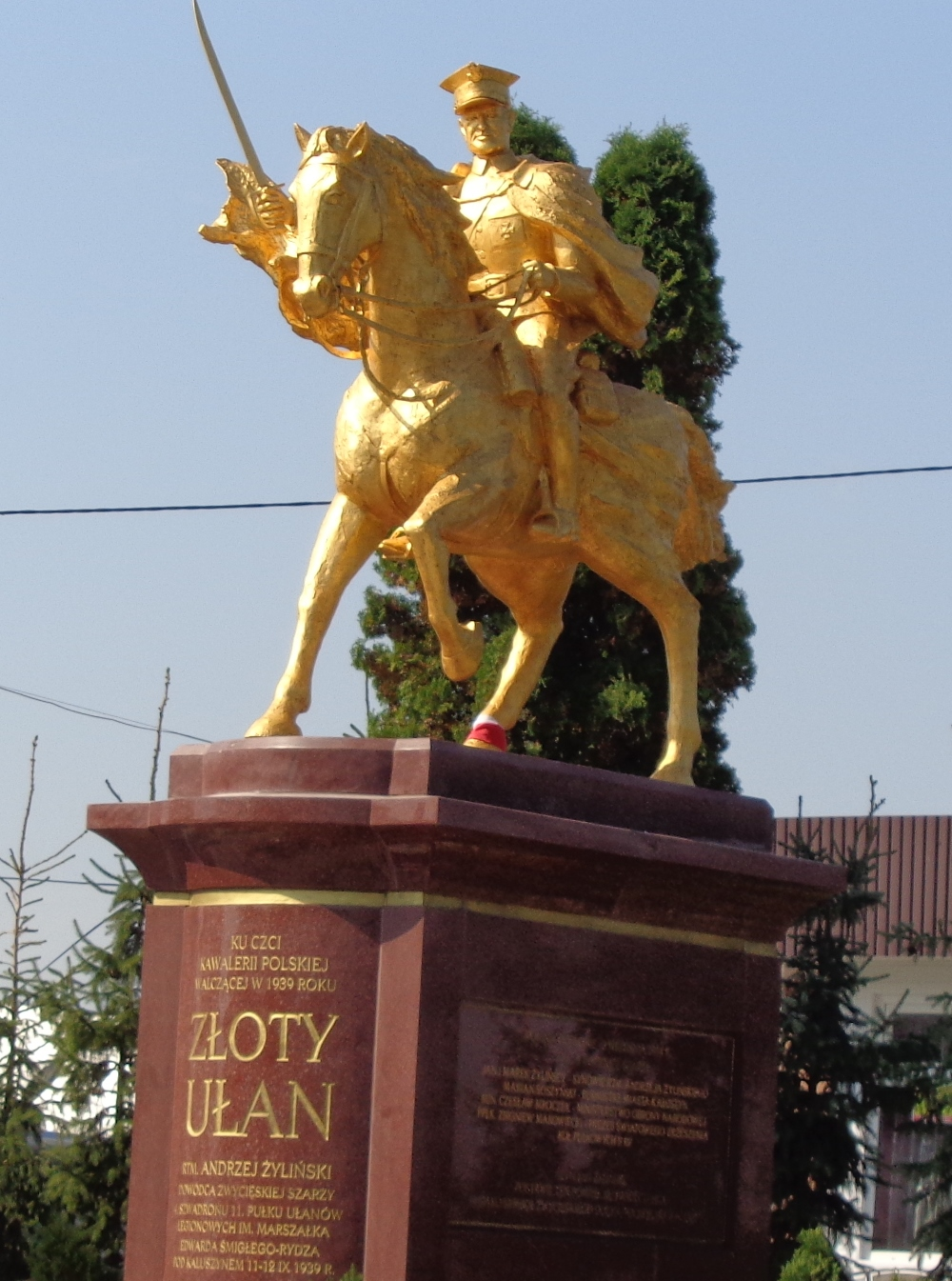
Złoty Ułan

Kałuszyn dzięki staraniom możnego rodu Opackich w 1718 roku otrzymał prawa miejskie, nadane przez króla Augusta II Mocnego. W czasie kampanii napoleońskiej miasto zostało zniszczone.
Podczas powstania listopadowego w roku 1831 trzykrotnie doszło do walk w mieście.
I bitwa pod Kałuszynem została stoczona 17 lutego w okolicach Kałuszyna. Dywizja dowodzona przez generała Franciszka Żymirskiego, licząca 7 baonów, 8 szwadronów i 14 dział, toczyła opóźniające walki odwrotowe z przeważającymi siłami rosyjskimi tworzącymi przednią straż armii rosyjskiej dowodzonej przez Iwana Dybicza Zabałkańskiego.
2 kwietnia stoczono II bitwę pod Kałuszynem.
III bitwa miała miejsce 10 lipca – na kilka dni przed bojem spotkaniowym pod Mińskiem Mazowieckim. Przednia straż polskiego korpusu dowodzonego przez generała Wojciecha Chrzanowskiego stoczyła bój z tylną strażą rosyjskiego korpusu dowodziengo przez Jewgienija Aleksandrowicza Gołowina. Siłami polskimi liczącymi 5 baonów, 13 szwadronów i 8 dział dowodził generał Bonifacy Jagmin. Wojska polskie odniosły zdecydowane zwycięstwo, biorąc do niewoli 1200 żołnierzy rosyjskich.
Kałuszynianie brali też czynny udział w powstaniu styczniowym.
W okresie międzywojennym Kałuszyn był uważany za miasto o dużej liczbie mieszkańców o przekonaniach prokomunistycznych.
W czasie kampanii wrześniowej w 1939 roku 1 Dywizja Piechoty Legionów im. Józefa Piłsudskiego podczas bitwy pod Kałuszynem stoczyła bój z 44. Infanterie-Regiment (pułk piechoty) przyporządkowanym do SS-Regiment „Deutschland”, który należał organizacyjnie do Dywizji „Kempf”.
W 1991 roku Kałuszyn przystąpił do Stowarzyszenia Miast Pokoju.

### Żydzi kałuszyńscy
Kałuszyn był ważnym obszarem osadnictwa żydowskiego. W XVII wieku powstała samodzielna gmina żydowska, a pod koniec XVIII wieku wzniesiono nową synagogę. W 1827 roku w mieście znajdowało się 145 domów i 1826 mieszkańców. Żydzi stanowili 80% ogółu mieszkańców. Trudnili się głównie rzemiosłem, wielu pracowało przy produkcji tałesów – żydowskich szali religijnych. Miasto było prężnym ośrodkiem ruchu chasydzkiego.
Tuż przed wybuchem I wojny światowej (1913) w Kałuszynie żyło 8257 Żydów oraz 1413 chrześcijan. Żydzi prowadzili w tym czasie 105 sklepów, a ich średnie miesięczne zarobki wynosiły 150 rubli. 50% Żydów było wówczas analfabetami. W okresie międzywojennym (1921) w Kałuszynie mieszkało 5033 Żydów, co stanowiło 82% ludności miasteczka.
W czasie okupacji niemieckiej większość Żydów z Kałuszyna została zamordowana. We wrześniu 1941 roku utworzono getto w Kałuszynie. Zlikwidowano je w grudniu 1942 roku. Jego mieszkańców wywieziono w celu zamordowania w obozie zagłady w Treblince. W toku akcji deportacyjnych na miejscowym cmentarzu żydowskim Niemcy zabili około 1000 Żydów.

## Demografia

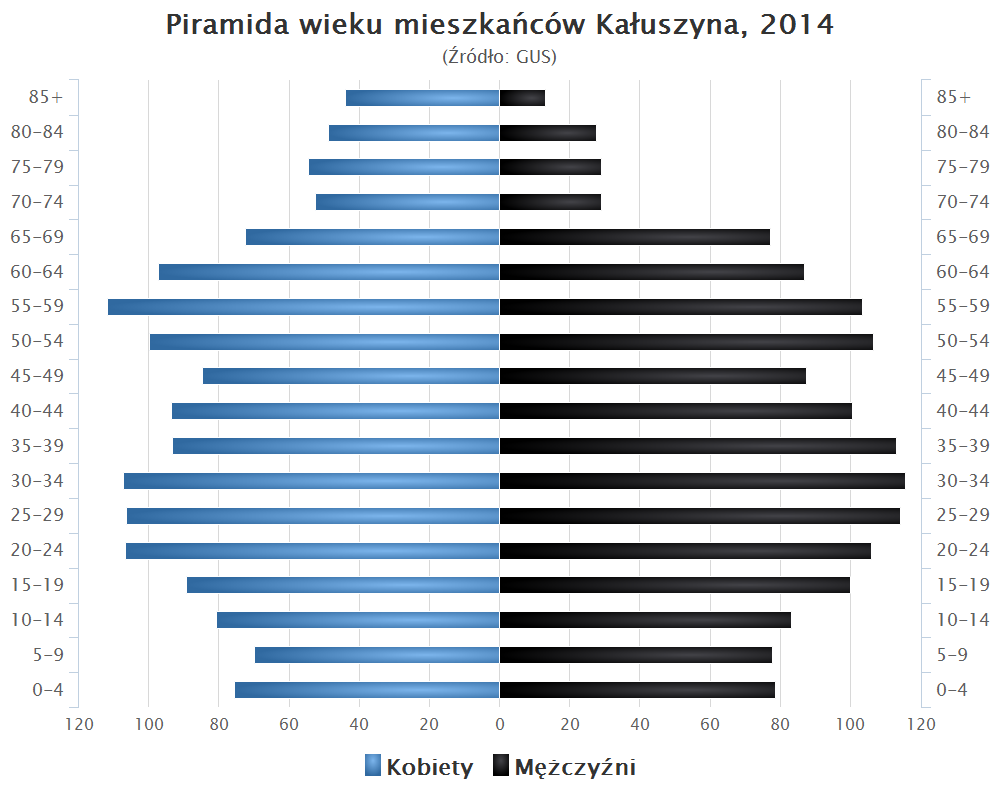
Piramida wieku mieszkańców Kałuszyna w 2014 roku

### Zabytki

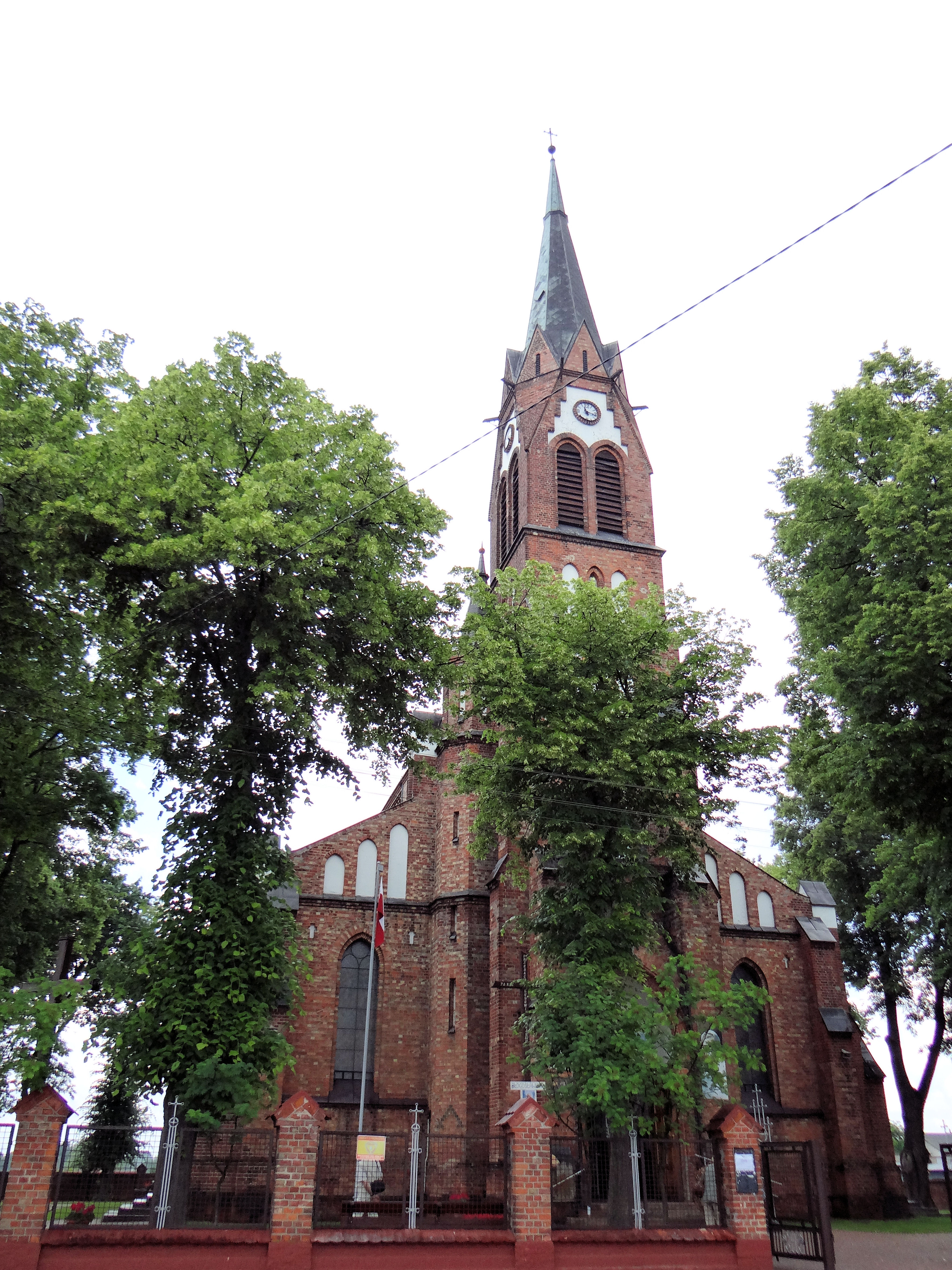
Kościół pod wezwaniem Wniebowzięcia Najświętszej Maryi Panny

## Polityka
Burmistrzowie:
- Franciszek Stasiak (1923–1934)[11]
- Kazimierz Koszutski (1934–1939)[12]
- Eugeniusz Niezborała (1990–1994)
- Marian Soszyński (2002–2018)
- Arkadiusz Czyżewski (od 2018)

## Architektura

### Istniejące
- klasycystyczne ratusz i poczta z pierwszej połowy XIX wieku,
- neogotycki kościół pod wezwaniem Wniebowzięcia Najświętszej Maryi Panny i św. Stanisława z końca XIX wieku, zbudowany według projektu Józefa Piusa Dziekońskiego,
- dawne koszary królewskie zwane oberżą, które gościły Napoleona Bonaparte,
- nowy cmentarz żydowski w Kałuszynie z przełomu XIX i XX wieku

### Nieistniejące
- stary cmentarz żydowski w Kałuszynie

## Sport
W mieście, od 1947 roku, działa klub piłki nożnej, Victoria Kałuszyn, obecnie (sezon 2024/2025) grający w klasie B, grupie siedleckiej II.